# Hippocampus patagonicus
Hippocampus patagonicus es una especie de pez marino de tamaño pequeño del género Hippocampus y de la familia Syngnathidae. Los ejemplares utilizados para su descripción original provenían de las aguas costeras del nordeste patagónico; tal vez por esto se lo denominó comúnmente hipocampo patagónico o caballito de mar patagónico, aunque posteriores investigaciones determinaron que se encuentra a lo largo de las aguas costeras del océano Atlántico sudamericano.

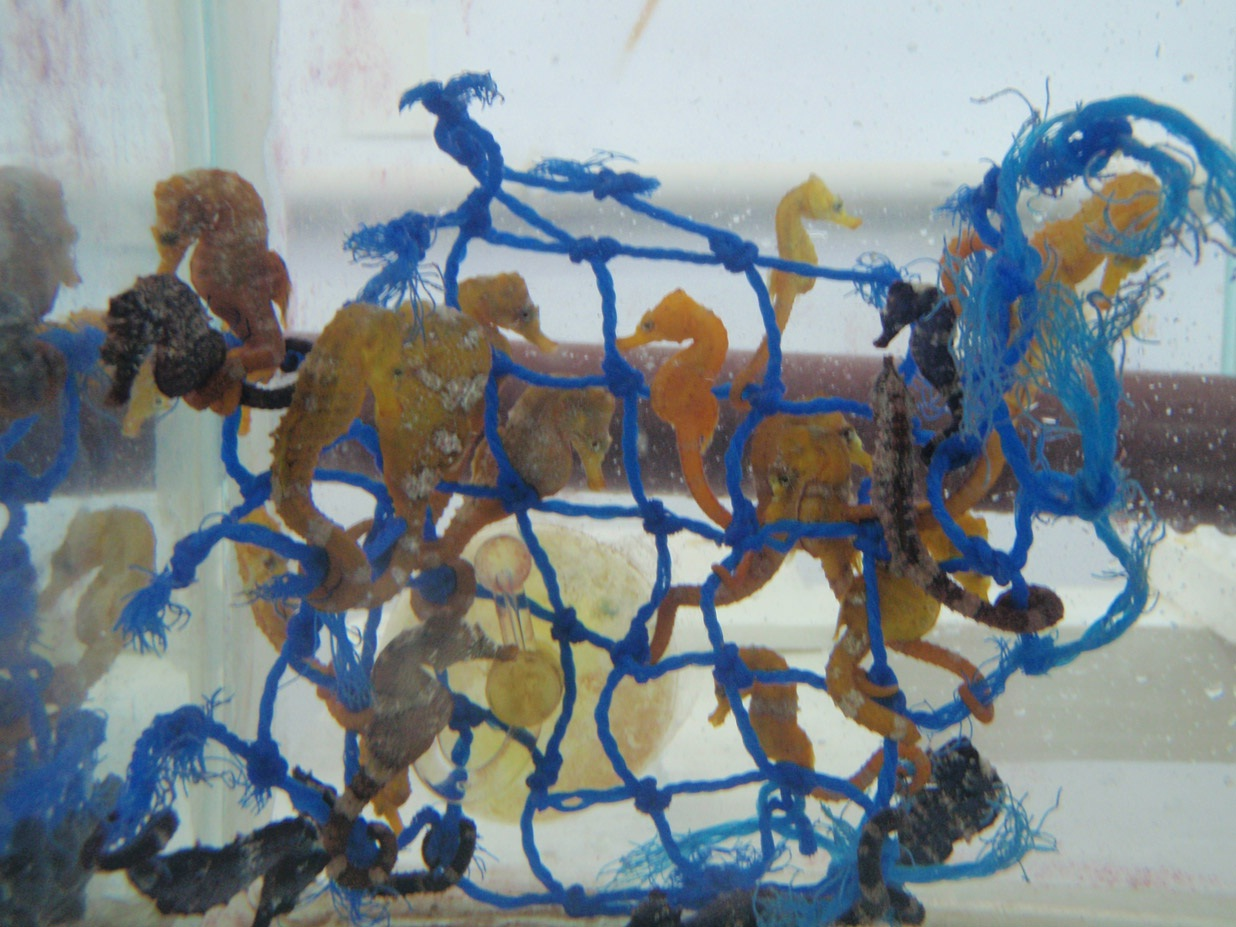
Grupo de ejemplares adultos de hipocampos patagónicos que ilustran la variabilidad en coloración que presenta esta especie.

## Distribución geográfica

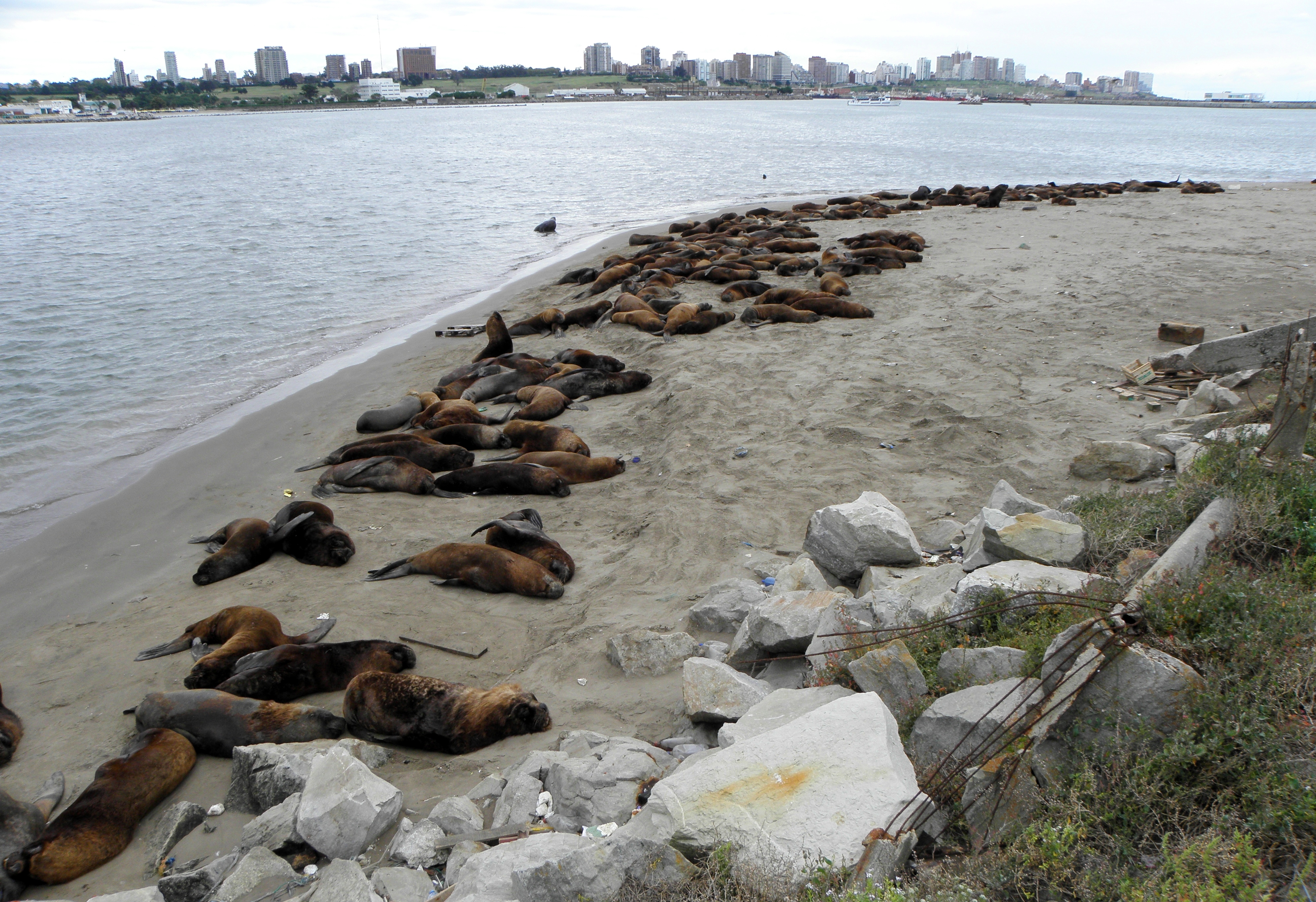
Puerto de Mar del Plata, Argentina. Localidad donde se ha descrito una población de esta especie.

Esta especie tiene una amplia distribución en aguas costeras del océano Atlántico de América del Sur, comprendiendo los litorales de la Argentina, Brasil y Uruguay. Esta dilatada geonemia tendría relación a la potencialidad dispersiva descrita para los juveniles de esta especie, los que tienen el comportamiento particular de asirse a sustratos flotantes y derivar pasivamente merced a las corrientes.
Si bien se lo describió habitando en aguas someras, se lo ha registrado en aguas uruguayas y brasileñas a profundidades de 60 y 120 m respectivamente.
En Argentina se han descrito poblaciones estables, con localizaciones delimitadas en el puerto de Mar del Plata y en la bahía San Antonio. También hay registros esporádicos en otras localidades del mar Argentino, por el sur por lo menos hasta en Puerto Pirámides y la ciudad de Puerto Madryn, en el golfo Nuevo de Chubut, llegando por el norte hasta las costas marítimas más septentrionales, en la desembocadura del Río de la Plata.

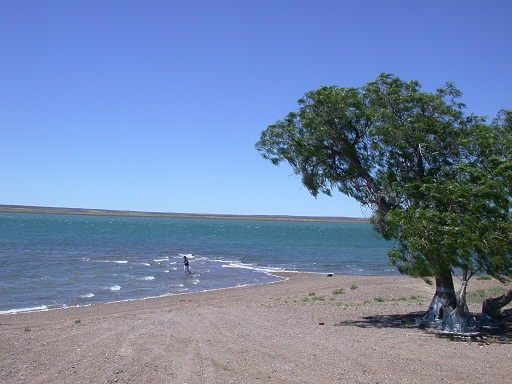
Bahía San Antonio, en la Patagonia argentina, la localidad tipo (de donde proviene el primer ejemplar descrito) de esta especie.

Si bien existían fuertes indicios a nivel morfológico y genéticos que hacían suponer su presencia también en las costas brasileñas, nuevos estudios genéticos realizados sobre hipocampos brasileños, previamente asignados a la especie Hippocampus erectus, confirmaron que se trataban en realidad de H. patagonicus, por lo que la distribución de este último fue ampliada hacia el norte hasta las costas al sur de la desembocadura del río Amazonas.
Las poblaciones brasileñas de H. patagonicus coexisten con las de una especie congenérica, Hippocampus reidi, en especial en el litoral de todos los estados desde Espírito Santo hacia el sur. Si bien en otro trabajo se citó la coexistencia de estas especies también en la Argentina, además de la presencia de H. patagonicus en la ría Deseado de Santa Cruz, ambas observaciones fueron consideradas indicios sujetos a confirmación por no estar clara la metodología utilizada en la concreción de los datos.

## Taxonomía

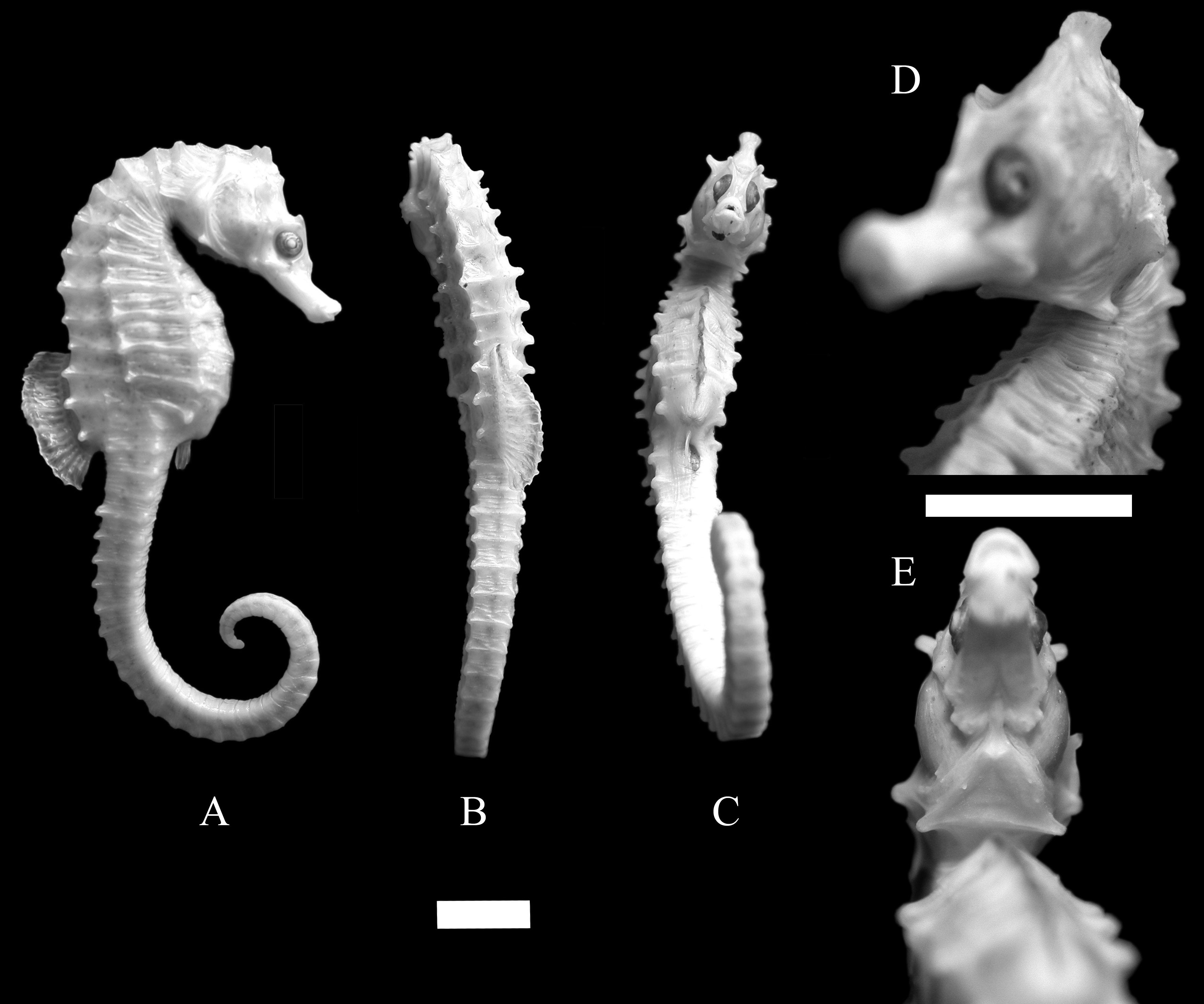
Diferentes vistas del holotipo (el ejemplar portador del nombre) de Hippocampus patagonicus.

Esta especie fue descrita originalmente en el año 2004 por los investigadores argentinos Gabriela Laura María Piacentino y Diego César Luzzatto.
La localidad tipo es: «bahía de San Antonio, provincia de Río Negro, Argentina». El holotipo y dos paratipos fueron depositados en la Colección de Ictiología del Museo Argentino de Ciencias Naturales con las referencias MACN 8806, 8807 y 8808 respectivamente.
Etimología
La etimología de su nombre genérico (Hippocampus) deriva de las palabras en idioma griego ippos que significa 'caballo' y kampe que significa 'curvatura'. Su nombre específico (patagonicus) hace alusión a la región donde fue descubierta la primera población descrita de la especie: la Patagonia.
Filogenia
Un análisis filogenético comparando las secuencias del citocromo b (cyt b) de diferentes especies del género Hippocampus demostró que H. patagonicus, H. hippocampus (que vive en el océano Atlántico oriental, en las islas Canarias y a lo largo de la costa africana hasta Guinea) y H. erectus (que vive en el Atlántico noroccidental desde el Canadá hasta Brasil) pertenecen a un grupo monofilético.

## Morfología

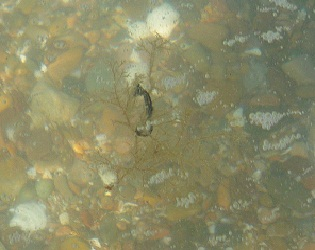
Ejemplar juvenil de este hipocampo derivando pasivamente en la superficie de la bahía de San Antonio. Comportamiento denominado rafting.

Como en todas las especies del género, la estructura del cuerpo está formada por placas óseas y no poseen escamas, por lo que exhiben directamente la piel. Su aleta anal es minúscula y sus aletas pectorales se ubican a los lados de la cabeza, por detrás de las aperturas branquiales. Adopta una posición erecta, impulsándose con sus aletas dorsal y pectorales. Tiene una cola prensil que se enrolla en espiral y le permite aferrarse a sustratos.
Sobre su cabeza, H. patagonicus exhibe un copete denominado técnicamente «coronet», de estructura ósea, compuesto por de tres a cinco; crestas redondeadas. Sobre éste, y en el vértice de otras espinas, puede exhibir apéndices epiteliales simples, ramificados o dendríticos; aunque muchas veces estos están ausentes. Si bien en la descripción original se lo reseña con una altura de 103 mm, posteriormente se han registrado ejemplares de más de 16 cm de longitud, los que fueron depositados en la Colección de singnátidos del Museo Municipal de Ciencias Naturales "Lorenzo Scaglia" (códigos de acceso: MMPEAA S/026 y S/027).
Combinación de caracteres morfológicos diagnósticos
La aleta pectoral presenta trece rayos, siendo más raros los casos con doce o catorce. La cola posee normalmente treinta y ocho anillos, aunque se han encontrado ejemplares con treinta y siete y hasta con cuarenta y uno. La longitud del hocico representa en promedio una proporción de 2,96 (2,43-3,47) con respecto a la longitud total de la cabeza. Las espinas son triangulares y su base es más ancha en el extremo que termina en ápice redondeado. Muestra una espina frontal simple, también es simple una espina visible en su mejilla.
Patrón de pigmentación
Muestra áreas con variada intensidad de melanóforos puntiformes, distribuidos en todo el cuerpo al igual que en las aletas. En distintas zonas corporales exhibe pequeñas e irregulares manchas circulares, tanto pigmentarias como incoloras; otras manchas se forman por minúsculos melanóforos bordeados por un anillo de mayor intensidad pigmentaria en la cabeza, el tronco y la cola. Tanto el pigmento puntiforme blanco como el amarillo están ausentes.
Coloración
En vida su color puede ser sumamente variado: caramelo, gris, amarillo, blanco o marrón grisáceo claro con punteado iridiscente. La aleta dorsal es casi siempre transparente; en el área basal de la misma, alrededor del 10 % de los ejemplares presentan una pequeña mancha pigmentaria de color negro. Aún es más escaso un patrón cromático visible en el borde libre de dicha aleta, el cual consiste en una banda de color grisáceo a la que se le une otra de color amarillo, la cual posee un ancho de 0,5 mm. Una estrecha banda pigmentaria de color negro se destaca en la cresta media ventral.

## Hábitos

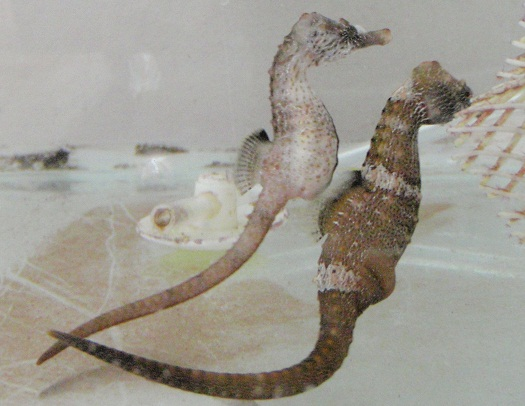
Pareja de hipocampos patagónicos cortejando.

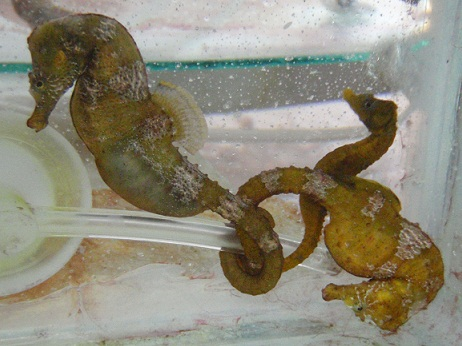
Macho de hipocampo patagónico embarazado (izquierda).

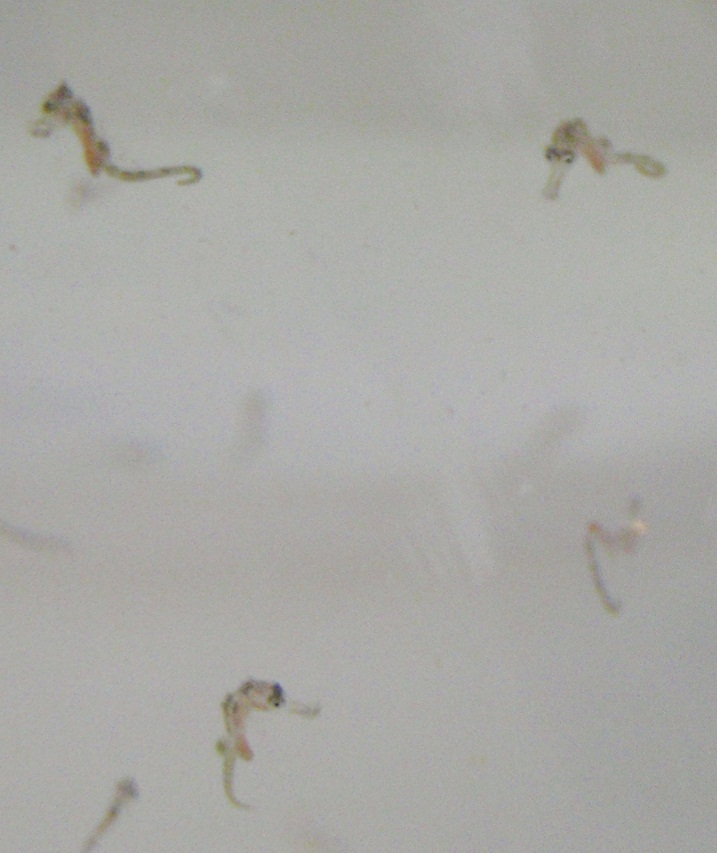
Crías de hipocampo patagónico.

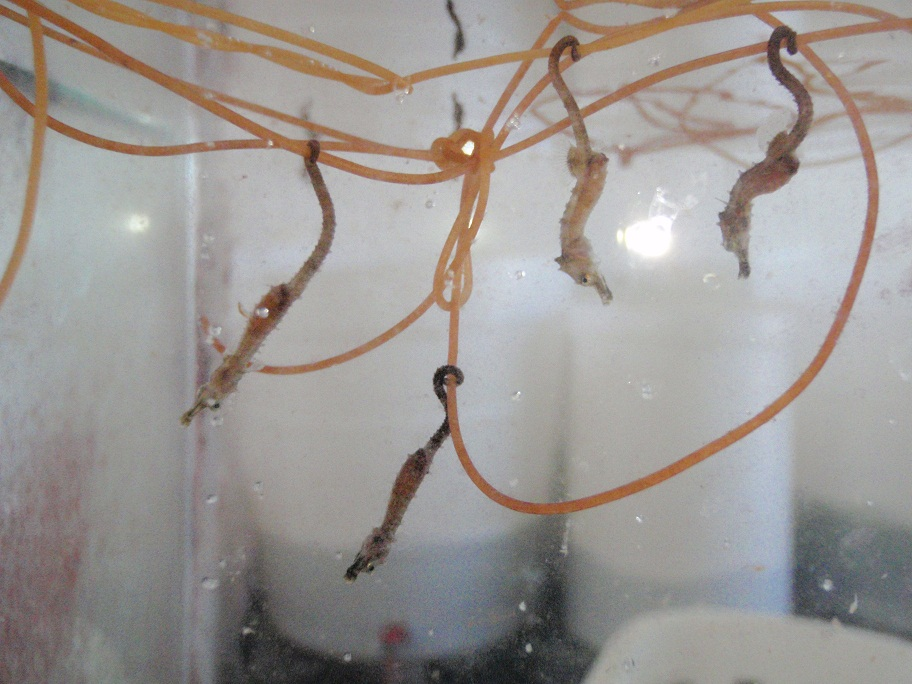
Hipocampos patagónicos juveniles mostrando preferencia por sustratos flotantes y móviles.

Esta especie, en su estadio adulto, habita en el fondo marino o bentos, aferrándose a los sustratos disponibles por medio de su cola prensil. Los caballitos de mar, cuando adultos, son sedentarios hasta el punto de haberse postulado que serían los más sedentarios entre los vertebrados.
Al igual que en otras especies de peces marinos, se ha descrito su interacción con parásitos.
En la bahía San Antonio se ha descrito que juveniles de esta especie manifiestan potencialidad dispersiva al asirse mediante sus colas prensiles a sustratos que flotan, y así derivar pasivamente con las corrientes. Este estadio podría estar presente en otras especies de caballitos de mar, e inclusive se había postulado teóricamente para especies que manifiestan amplios rangos de distribución geográfica y una muy baja diversidad genética a lo largo de su geonemia.
Densidad, proporción de sexos y disposición espacial
Un estudio preliminar efectuado en la bahía San Antonio en enero y febrero de 2005 y 2006 situó la densidad de esta especie en un individuo cada 100 m², no encontró diferencias en la proporción entre los sexos y determinó que habita en pequeños grupos, aunque también se presenta en pareja o de manera solitaria.
Alimentación
Esta especie captura sus presas succionándolas mediante una particular estructura mandibular en forma de tubo, conformación compartida con toda la familia de los signátidos a la cual pertenece, característica que es descrita en su nombre científico: Syngnathidae, formado por las palabras griegas syn, que significa 'junto' y gnathos 'mandíbulas'; es decir «mandíbulas fusionadas».
Sobre la base de análisis del contenido de su tracto digestivo (estómago e intestino) se estudió la composición de su dieta, comparándola con las presas potenciales disponibles en su hábitat natural. Se concluyó que esta especie se comporta como un depredador oportunista, que se alimenta de las especies más abundantes y vulnerables presentes en su medio ambiente.
En otro estudio sobre ejemplares cautivos, se les proveyó de diferentes dietas compuestas de artemia, anfípodos (Melita palmata y Ampithoe) y decápodos juveniles (Neohelice granulata) de sus ambientes naturales y cultivados artificialmente. No hubo diferencias significativas en la cantidad de presas ingeridas entre machos y hembras ni entre sistemas experimentales con o sin refugios. Los anfípodos y artemia fueron consumidos en mayor cantidad en comparación con los decápodos juveniles. Experimentos con artemia de diferentes tamaños, no mostraron diferencias significativas en la preferencia de estos caballitos de mar. N. granulata fue evitada; la eficacia en la captura sobre esta presa fue inferior. El mismo estudio mostró que más del 50 % del tiempo lo emplea para descansar o emboscar a sus presas. Frente a condiciones óptimas para la depredación, el caballito de mar patagónico modifica su comportamiento oportunista, y pasa hacia un tipo de alimentación selectiva, basando sus preferencias alimentarias en el tamaño de la presa y la forma de la misma.
Reproducción
El macho es quien recibe los huevos y los incuba durante el desarrollo embriológico. Luego del cortejo de apareamiento, que puede prolongarse durante unos pocos días, la hembra deposita los huevos maduros dentro de la bolsa incubadora del macho, en donde serán fertilizados. Esta bolsa permite diferenciar externamente los sexos en caballitos de mar que ya han alcanzado la madurez sexual. A través de la misma el macho suministra algunos nutrientes y oxígeno a los embriones en desarrollo debido a la existencia de una red capilar localizada en las paredes de la bolsa. Luego de un periodo de «gestación» variable —pero que puede ubicarse alrededor de los veinte días— el hipocampo macho libera a los minúsculos caballitos de mar de su prole por medio de contracciones que facilitan la salida de la bolsa incubadora. El nacimiento se produce por el mismo orificio por el que la hembra había depositado los huevos durante la cópula. Durante sesenta y siete eventos reproductivos de esta especie en cautiverio, se determinó que el número de crías en promedio por camada fue de doscientos siete, con un desvío estándar de ciento treinta y cuatro.

## Conservación
Globalmente, muchas de las especies de hipocampos están disminuyendo sus efectivos poblacionales. Las amenazas que experimentan están relacionadas con su pesca directa o incidental. y/o a la degradación de sus hábitats. Respecto del modo de la presión de captura, los caballitos de mar son de los pocos ejemplos de pesquerías que no están relacionadas con la alimentación humana o animal.
A nivel mundial se comercializan cuantiosos volúmenes de caballitos de mar, destinándolos a cubrir la demanda fundamentalmente en 3 rubros económicos (con cifras estimadas en el año 1995):
- 20 millones de ejemplares al mercado de medicinas tradicionales —fundamentalmente en la medicina china tradicional—;[21][23]
- 5 millones fueron al mercado de las curiosidades que los ofrecen como suvenires deshidratados, formando o no parte de artesanías y fundamentalmente asociados a actividades turísticas;[14]
- 1 millón de ejemplares fueron destinados a proveer el comercio de peces ornamentales.

Debido a la gran desregulación de estos mercados y a la consecuente declinación de las poblaciones explotadas, en el año 2004 todas las especies del género Hippocampus fueron incluidas en el Apéndice II de la Convención sobre el Comercio Internacional de Especies Amenazadas de Fauna y Flora Silvestres (CITES) como medida para la regulación de su tráfico internacional. La mayor parte de las especies de caballitos de mar fueron incluidas también en la Lista Roja de la Unión Internacional para la Conservación de la Naturaleza (IUCN), aunque esta entidad aún no se ha expedido en cuanto al estatus de conservación de H. patagonicus.
Al presente H. patagonicus es un pez escasamente estudiado. Acciones para conocer la biología y su estado de conservación son llevadas a cabo en el marco de un proyecto del Consejo Nacional de Investigaciones Científicas y Técnicas (CONICET). Algunas de estas acciones son conducidas por uno de los descriptores de la especie.
En su amplio rango de distribución geográfica se conocen variadas amenazas sobre las poblaciones de este hipocampo, las que, dependiendo de la localidad, suelen diferir en su modalidad e intensidad.

### En Brasil
Las poblaciones brasileñas de esta especie sufren capturas fundamentalmente de tipo incidental, producto de la pesca de arrastre que se enfoca en camarones o en algunas especies de peces para consumo. Los caballitos de mar así pescados son acopiados en los puertos y contribuyen fundamentalmente a mercados de medicinas tradicionales dentro de Brasil. Se los utiliza para tratar una diversidad de patologías que incluyen dolencias respiratorias, gastrointestinales y hasta para el tratamiento de la tuberculosis. Son también utilizados como amuletos con connotaciones religiosas. Estas prácticas ubican a Brasil como el mayor consumidor sudamericano de caballitos de mar, siendo la mayor fuente de ejemplares para estos usos sus poblaciones naturales de H. patagonicus. En menor medida, también son comercializados como suvenires, formando o no parte de artesanías.
Debido a la sobreexplotación que experimentaron los caballitos de mar en Brasil, desde febrero de 2004, el Instituto Brasileño del Medio Ambiente y de los Recursos Naturales Renovables (IBAMA) estableció que la cuota para la exportación de hipocampos sea de 250 ejemplares de una especie en particular, por exportador y por año. Esto se instrumenta conjuntamente a CITES, y consiste en una autorización expresa para hacer efectiva la exportación. En cuanto al consumo interno de caballitos de mar, no existe regulación alguna.

### En la Argentina
Las poblaciones argentinas ya detectadas de esta especie se localizan en pequeñas áreas geográficas (bahía San Antonio, Puerto de Mar del Plata); si bien ocurren eventos de pesca incidental de estos hipocampos por parte de las flotas arrastreras, sus capturas no son frecuentes o abundantes,  y las mismas contribuirían escasamente a la comercialización. Sin embargo, las poblaciones descritas son explotadas por parte de recolectores y pescadores artesanales. Su comercialización es generalmente de forma deshidratada integrando suvenires regionales y, en menor medida, consiste en ejemplares vivos para poblar acuarios ornamentales.
Así también fueron consideradas amenazas las redes playeras que son usualmente utilizadas por pescadores y turistas en el interior de la bahía de San Antonio. Se constató que los juveniles de esta especie, que derivan pasivamente por la superficie, son susceptibles de ser pescados por estas redes sin ser advertidos por los pescadores que los descartan junto a la masa de detritos que se acumulan en cada evento de pesca. Esto afectaría directamente al reclutamiento (número de descendientes) de la especie en este lugar.
En la bahía San Antonio se ha constatado una retracción de su hábitat, lo que fue atribuido al desarrollo industrial y urbanístico de la región, sumado al incremento de la población. La utilización recreacional de áreas que antes no sufrían disturbios antrópicos contribuirían también a la retracción o modificación del hábitat de este caballito de mar.
Monumento natural de Mar del Plata

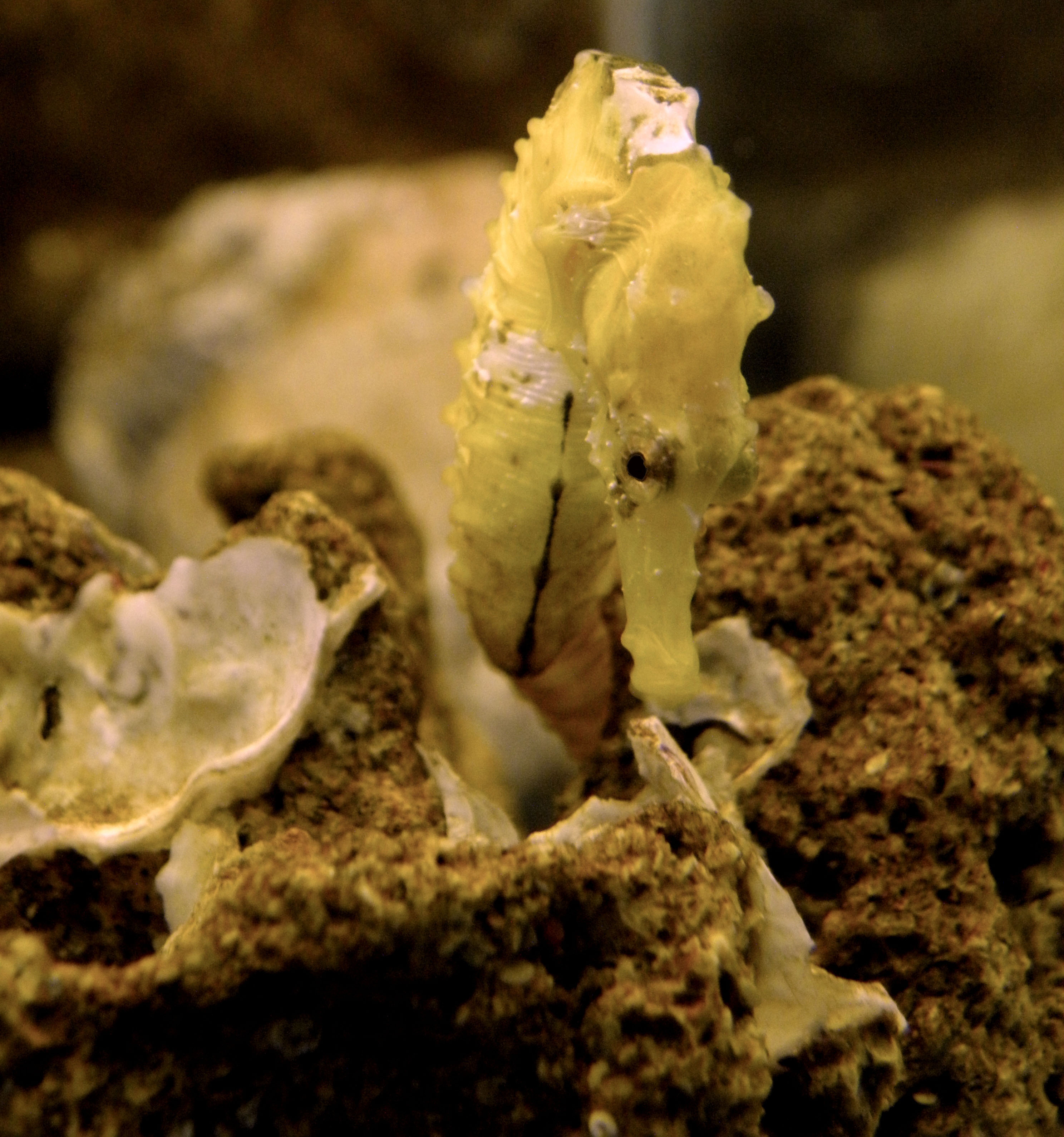
Ejemplar de hipocampo patagónico mantenido en cautiverio en Mar del Plata.

En octubre de 2009, fue elevado a consideración de la comisión de medio ambiente del consejo deliberante del municipio de General Pueyrredón un proyecto de ordenanza para que se contemple el cuidado y protección de las poblaciones de este caballito de mar que habitan las costas marplatenses. El origen de esta iniciativa partió de la licenciada María Gabriela Pujol, del museo municipal de Ciencias Naturales “Lorenzo Scaglia”. El 16 de abril de 2010 Hippocampus patagonicus —por unanimidad— fue declarado «monumento natural municipal», prohibiéndose su captura o cautiverio (excepto con fines científicos) y cualquier acción que directa o indirectamente afecte sus poblaciones.
El museo citado lleva a cabo un proyecto de investigación acerca de la estructura y dinámica poblacional de la especie en las costas de esa ciudad y su relación con los impactos de origen antrópico, fundamentalmente los disturbios en la calidad del agua asociados al turismo masivo que caracteriza a la ciudad, los que se suman a las alteraciones que ya provocan la importante población local, y la actividad portuaria. Junto a investigadores de dicho museo participan investigadores del Laboratorio de Bioindicadores Bentónicos de Contaminación de la Facultad de Ciencias Exactas y Naturales de la Universidad Nacional de Mar del Plata (UNMdP) y del CONICET.
En esta ciudad, el grupo “La ciencia hace escuela” ha tomado a este hipocampo como “especie bandera” para desarrollar con él un trabajo interdisciplinario de educación ambiental que posibilite la valoración de la sociedad sobre la necesidad de un mayor cuidado del ecosistema litoral y del patrimonio biológico que lo integra. Esta especie tiene la cualidad de ser una figura icónica del ambiente costero, integrado al acervo cultural de Mar del Plata mediante representaciones de la comunidad y artísticas.

### Hippocampus patagonicusen cautividad

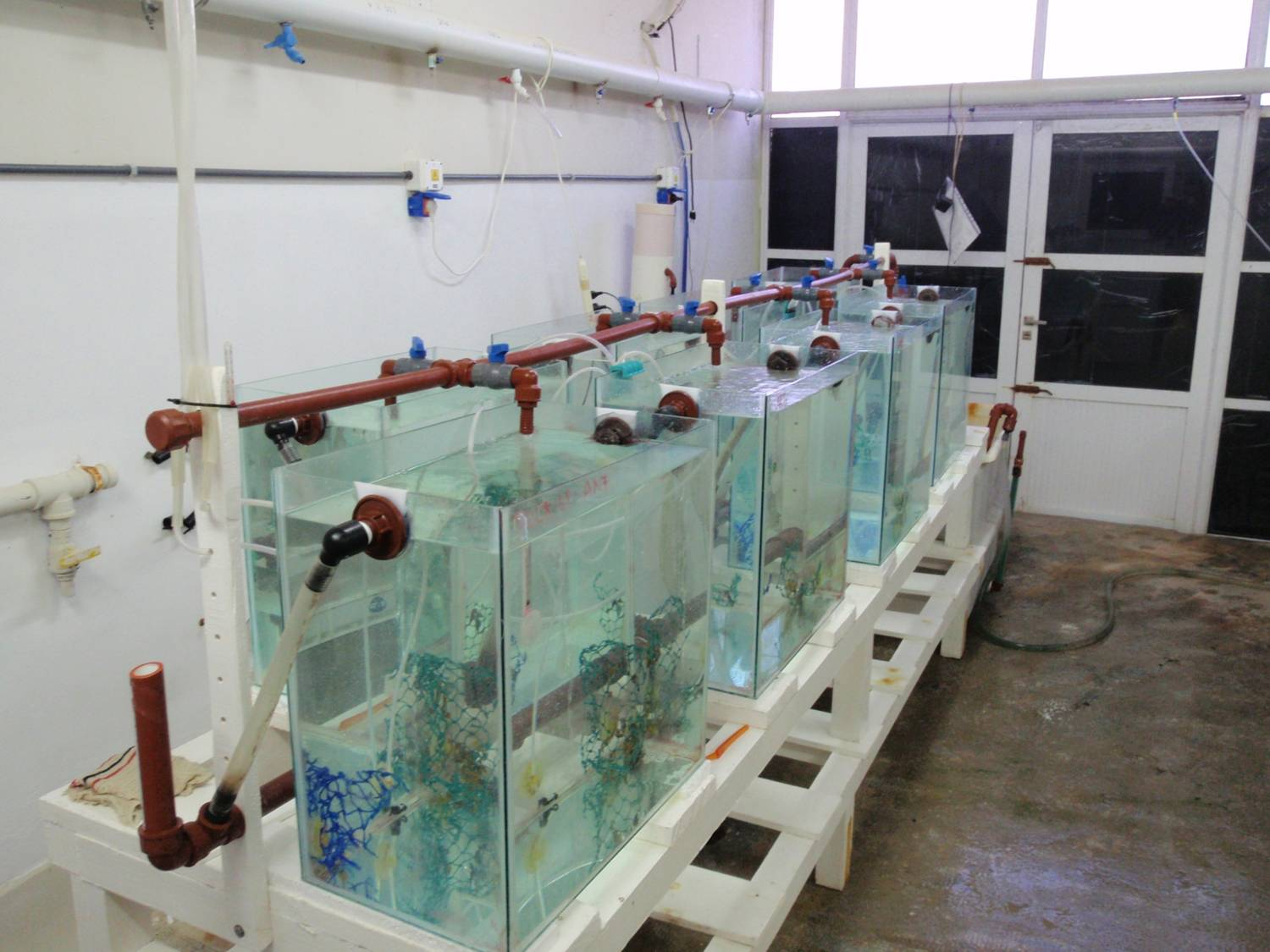
Acuarios experimentales utilizados para la cría en cautiverio de hipocampos patagónicos en el centro «CRIAR» de San Antonio Oeste.

De esta especie se mantienen algunos ejemplares en cautividad en acuarios de instituciones públicas, tanto con un objetivo científico para investigar su biología, como también como instrumentos de educación ambiental, dando a conocer la especie a la comunidad, e intentando inculcar en la misma el concepto de cuidado y protección de este pez y su hábitat.
Instituciones abiertas al público
- Acuario del museo municipal de Ciencias Naturales “Lorenzo Scaglia”

Se encuentra en Av. Libertad 3099, de la ciudad de Mar del Plata, partido de General Pueyrredón, provincia de Buenos Aires.
- Acuario del Museo de Ciencias Naturales "Vicente Di Martino"

Se encuentra en calle Faro Recalada Nº 243, de la ciudad de Monte Hermoso, en el partido homónimo, provincia de Buenos Aires.
Instituciones con acceso restringido
- Criadero de especies marinas (CRIAR), del «Área Maricultura» del Instituto de Biología Marina y Pesquera “Almirante Storni” (IBMP)

Se encuentra situado en la localidad de San Antonio Oeste, departamento San Antonio, provincia de Río Negro. Este emprendimiento fue declarado «De interés científico, tecnológico y productivo» por la legislatura de la provincia de Río Negro, gracias a una propuesta de la legisladora María Inés Maza y aprobado por unanimidad por el cuerpo legislativo.